# Nguyễn Phan Quế Mai

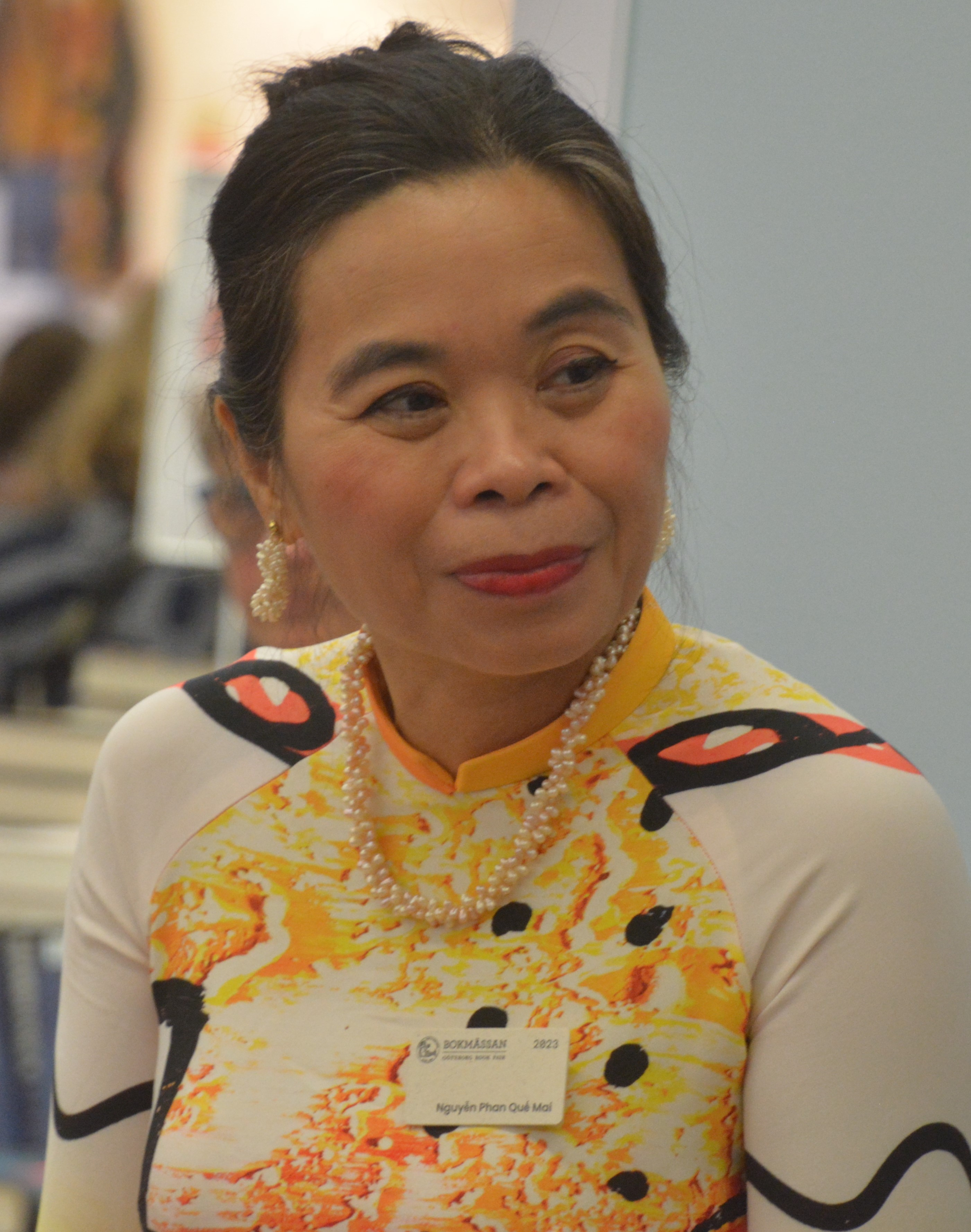
Nguyễn Phan Quế Mai auf der Göteborg Buchmesse in Schweden 2023

Nguyễn Phan Quế Mai (geboren am 12. August 1973) ist eine vietnamesische Dichterin und Romanautorin. Sie ist Autorin von zwölf Büchern mit Gedichten, Belletristik und Sachbüchern auf Vietnamesisch und Englisch. Sie begann ihre Karriere als Schriftstellerin mit Gedichten auf Vietnamesisch und wurde mit einigen der wichtigsten Literaturpreise Vietnams ausgezeichnet, darunter der erste Preis „Poetry of the Year 2010“ der Hanoi Writers Association, der Preis „Poetry about 1,000 Years Hanoi“ sowie der Capital’s Arts & Literature Award. Ihr Debütroman und erster auf Englisch verfasster Roman, The Mountains Sing (deutsch „Der Gesang der Berge“), wurde 2020 veröffentlicht. Der Roman ist eine fiktive Familiensaga, die selten dokumentierten historischen Ereignissen eine Stimme gibt. Das Buch wurde zu einem internationalen Bestseller und belegte den zweiten Platz beim Dayton Literary Peace Prize 2021, gewann den BookBrowse Best Debut Award 2020, die International Book Awards 2021, den PEN Oakland/Josephine Miles Literary Award 2021 und den Lannan Literary Award Fellowship for Fiction 2020. Quế Mais Schriften wurden in mehr als zwanzig Sprachen übersetzt und in bedeutenden Publikationen wie der New York Times veröffentlicht. Sie publiziert regelmäßig in internationalen Medien kurze Artikel oder Essays. Sie hat einen Doktortitel in Creative Writing von der Lancaster University in England. Sie wurde von Forbes Vietnam als eine der 20 inspirierendsten Frauen des Jahres 2021 bezeichnet. Ihr zweiter auf Englisch verfasster Roman, Dust Child (deutsch „Wo Die Asche Blüht“), wurde im März 2023 veröffentlicht.
Mit Dust Child deckt Quế Mai weiterhin selten erzählte Geschichten aus der vietnamesischen Geschichte auf. Der Roman dreht sich um die Erfahrungen der Amerasier, Kinder vietnamesischer Mütter und amerikanischer Militärväter. Wie The Mountains Sing, erhielt Dust Child viel Lob von der Kritik und wurde von vielen Medien zum besten Buch des Jahres/Monats/der Saison gewählt. Der Boston Globe nennt es „einen exquisiten Roman“. „Wo Die Asche Blüht“ wurde für den Dayton Literary Peace Prize 2024 zusammen mit fünf anderen Romanen nominiert.